# InventorCAM
InventorCAM je CAM, tedy software pro obrábění řízené počítačem. InventorCAM funguje jako součást CAD systému Autodesk Inventor. Díky tomu poskytuje funkce pro řízení obráběcího stroje přímo v CAD systému. Kompletní integrací funkcí pro definici drah nástrojů pro CNC stroje do prostředí Autodesk Inventor ziskávají uživatelé nejrozšířenějšího CAD software výkonný CAD/CAM systém.

## Historie InventorCAM
Historie InventorCAM je spojena se společností SolidCAM. Ta vznikla v roce 1984 a u jejího zrodu stál Dr. Emil Somekh. Důležitým datem je rok 2003, kdy byl CAM zapracován do CAD systému SolidWorks. Integrace do Autodesk Inventor přišla ke slovu o čtyři roky později. Od roku 2007 tak existuje samostatný InventorCAM.

## Funkce a podporované obráběcí stroje
Funkce má InventorCAM pro frézování, soustružení a drátořez. Spolupracovat by měl se všemi běžnými obráběcími stroji. Velmi silné je zejména frézování, které podporuje až v pěti osách. Základní vlastností InventorCAM je propojení CAD aplikace Inventor s CAM funkcemi InventorCAM na úrovni práce ve společném grafickém okně resp. s využitím jednotného uživatelského rozhraní. Uživatel tak může přímo z prostředí CAD aplikace po vytvoření 2D nebo 3D návrhu produktu zahájit přípravu technologie pro CNC obrábění. Tvorba technologie se odehrává přímo v prostředí CAD modeláře, takže uživatel má trvale k dispozici všechny konstrukční nástroje včetně pokročilé tvorby výkresové dokumentace a analytických funkcí. Při použití dat v nativním formátu Autodesk Inventor jako zdrojových dat pro tvorbu CNC technologie obrábění InventorCAM disponuje důležitou vlastností běžně označovanou jako asociativita. Asocivita přináší uživateli InventorCAM možnosti řešení modifikací a změn již jednou vytvořené technologie. V důsledku je možné využít automatické funkce regenerace obráběcích operací na základě změny zdrojových dat tj. 3D modelu nebo sestavy Autodesk Inventor. 3D data mohou sloužit uživateli InventorCAM nejen k definici obrobku, ale také k definici polotovaru, technologických zařízení a přípravků a také k definici tvaru nástrojů. Definice objemových těles v projektu InventorCAM je zvlášť důležitá pro vyzualizaci samotného procesu obrábění, kdy se simulací kinematiky obráběcího stroje kontroluje proces obrábění na kolizní stavy. Funkce verifikace vygenerovaného obráběcího procesu je základní vlastností CAD/CAM systému InventorCAM.
Využitím nativních dat Autodesk Inventor je uživateli InventorCAM zpřístupněna nejen celá historie tvorby modelu. Vypínáním jednotlivých prvků modelu nebo sestavy lze usnadnit přípravu CNC technologie. Pomocí funkce iSoučást uživatel InventorCAM může definovat vlastnosti CAM projektu.
Automatické funkce rozpoznání technologických prvků dávají uživateli InventorCAM nástroj pro tvorbu CNC technologie a NC dat. Víceúrovňové možnosti šablonování jednotlivých obráběcích operací nebo dokonce celých obráběcích procesů přináší možnost opakovaně aplikovat a znovupoužít hotové technologie obrábění na nové součásti.
InventorCAM je modulárně postavený systém, který poskytuje možnost programování CNC frézovacích strojů různé kinematiky včetně frézovacích strojů umožňujících soustružení a CNC soustruhů a soustružnicko/frézovacích center.
Obráběcí moduly a strategie pro frézování dokáží pomocí InventorCAMu obrobit jednoduché 2D technologické prvky přes 3D tvary forem, lisovacích nástrojů apod. až po tvarově velmi složité a přesné součásti jako lopatky turbín atd. Pro obrábění na jedno upnutí potovaru nebo na tvarově složité plochy InventorCAM obsahuje modul souvislého pětiosého obrábění. Modul soustružení mimo základních 2D soustružnických operací obsahuje definice frézovacích oprací za použití os Y,B,C. InventorCAM obsluhuje také protivřeteno, podavače, paletové systémy atd...